# 파스칼 그레고리

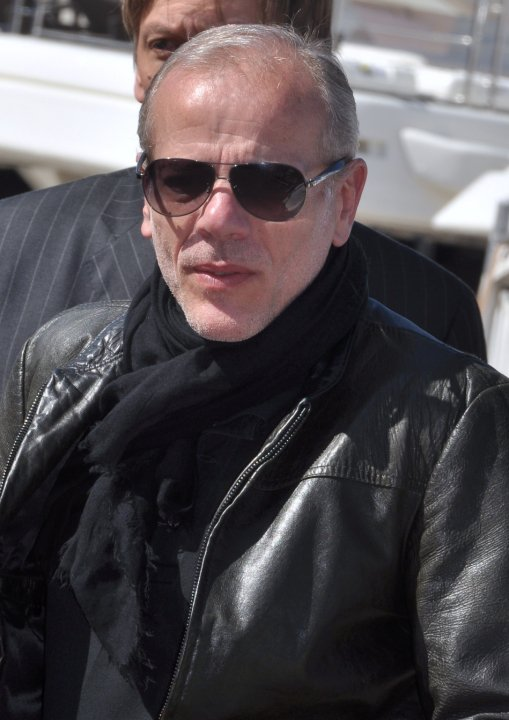

파스칼 그레고리(Pascal Greggory, 1954년 9월 8일 ~ )는 프랑스의 연극 배우, 영화배우, 각본가, 텔레비전 배우이다.
파리에서 태어났다.

## 영화
- 새터데이 픽션 (2019년)
- 섹션제로4: 진혼곡 (2018년)
- 브룩의 세 가지 모험 (2018년)
- 학교는 끝났다 (2018년) - 폰친 역
- 바이 블러드 (2018년)
- 논-픽션 (2018년) - 마크-앙투완 역
- 사랑과 소유 (2017년)
- 섹션제로3-블록13 (2017년)
- 아홉 개의 손가락 (2017년)
- 사우전 컷츠 (2017년)
- 라이트 히어 라이트 나우 (2016년)
- 섹션제로-3구역 (2016년)
- 섹션제로2-블랙스쿼드 (2016년) - 헨리 먼로 역
- 포트레이트 오브 디 아티스트 (2014년)
- 마이 프렌드 빅토리아 (2014년)
- 멀고도 가까운 (2010년)
- 인 더 포 윈드 (2010년)
- 스윗 이블 (2010년)
- 레베카 H. (2010년)
- 여배우에 관한 모든 것 (2009년)
- 이 밤 (2008년)
- 클라라 (2008년) - 로버트 역
- 프랑스 (2007년)
- 라 비 앙 로즈 (2007년) - 루이스 바리에르 역
- 리실리언스 (2006년)
- 페이지 터너 (2006년)
- 가브리엘 (2005년) - 진 허비 역
- 아르센 루팡 (2004년) - 보마그난 역
- 라자 (2003년)
- 약속된 인생 (2002년)
- 건달과 섹스 (2002년)
- 여성 삶의 24시 (2002년)
- 네스트 (2002)
- 성의 혼란 (2000년)
- 피델리티 (2000년)
- 킬러 앤 엔젤 (1999년)
- 최후의 연인들 (1999년)
- 잃어버린 시간을 찾아서 (1999년)
- 잔 다르크 (1999년) - 알랑송 공작 역
- 종종 (1998년)
- 여왕 마고 (1994년)
- 나무, 시장, 메디아테크 (1993년)
- 블루 피라미드 (1988년)
- 해변의 폴린느 (1983년)
- 아름다운 결혼 (1982년)
- 브론테 자매 (1979년)
- 플레임스 (1978년)